# Sfinks (mitologia grecka)
Sfinks – w mitologii greckiej uskrzydlony potwór o ciele lwa oraz głowie i piersiach kobiety. Według Hezjoda córka Chimery i Ortrosa, w innych przekazach – córka Tyfona i Echidny.
Pilnowała dostępu do Teb, siedząc na skale w wąwozie i pożerając ludzi, którzy nie potrafili rozwiązać jej zagadki. Zadawała pytanie, którego nauczyła się od muz: „Co to za zwierzę, które rano chodzi na czterech nogach, w południe na dwóch, a wieczorem na trzech?” Edyp po wróżebnym śnie rozwiązał jej zagadkę odpowiadając, że to człowiek (dzień to życie człowieka, który w dzieciństwie raczkuje, jako dorosły chodzi na dwóch nogach, a na starość często używa trzeciej nogi, czyli laski). Rozwiązanie zagadki spowodowało śmierć potwora, który rzucił się w przepaść.
Sfinks zadawała jeszcze jedno pytanie: „Są dwie siostry – jedna rodzi drugą, a druga pierwszą”. Edyp odpowiedział trafnie – dzień i noc, tzn. dzień „rodzi” noc, a noc „rodzi” dzień (w języku greckim „dzień” jest rodzaju żeńskiego).
Motyw przedstawiający sfinksa był popularny w ornamentyce greckiej.